# Загребачки електрични трамвај
Загребачки електрични трамвај (скраћеница ЗЕТ) филијала је Загребачког холдинга д.о.о., трговачког друштва у стопостотном власништву Града Загреба, задужена за организацију превоза путника у јавном градском саобраћају на подручју Града Загреба и дела Загребачке жупаније (подручје града Запрешића, Велике Горице и околних општина). Превоз путника ЗЕТ обавља трамвајима, класичним, зглобним и мини аутобусима различитих произвођача и израде и успињачом, а до средине 2007. године и жичаром која је тренутно ван функције (очекује се изградња нове). Такође, ЗЕТ организује превоз школске деце и превоз особа са инвалидитетом посебно опремљеним комбијима.

## Bиди још
- Јавни градски саобраћај у Загребу
- Загребачки трамвај